# Quận Ripley, Missouri
Quận Ripley là một quận thuộc tiểu bang Missouri, Hoa Kỳ. Theo điều tra dân số năm 2010 của Cục điều tra dân số Hoa Kỳ, quận có dân số 14.100 người 2. Quận lỵ đóng ở Doniphan 6

## Địa lý
Theo Cục điều tra dân số Hoa Kỳ, quận có tổng diện tích 1636 km2, trong đó có 6 km2 là diện tích mặt nước.